# Ute Apfelbeck
Ute Apfelbeck (* 25. Jänner 1943 in Kunšperk) ist eine ehemalige österreichische Politikerin (FPÖ) und medizinisch-technische Assistentin. Apfelbeck war von 1988 bis 1999 Abgeordnete zum österreichischen Nationalrat. 

## Leben
Apfelbeck besuchte nach der Volks- und Hauptschule die Mittelschule, an der sie 1961 die Matura ablegte. Danach absolvierte sie eine Ausbildung zur medizinisch-technischen Assistentin. Im Anschluss arbeitete Apfelbeck in ihrem erlernten Beruf. 
Apfelbeck war von 1980 bis 1993 Gemeinderätin in Stattegg und hatte zwischen 1985 und 1991 die Funktion der Bezirksobfrau der FPÖ in Graz-Umgebung inne. 1992 wurde sie zur Ehrenobfrau des Bezirkes ernannt. Apfelbeck übernahm zwischen 1991 und 1994 das Amt der Landesparteisekretärin der FPÖ Steiermark und war ab 1991 Mitglied des Landesparteipräsidiums. Zudem war sie ab 1991 Mitglied des Vorstandes des Klubs der Freiheitlichen Partei Österreichs. Apfelbeck vertrat die FPÖ vom 23. November 1988 bis zum 5. Oktober 1999 im österreichischen Nationalrat. 

## Auszeichnungen
- Großes Goldenes Ehrenzeichen für Verdienste um die Republik Österreich